# A Quiet Place: The Road Ahead
A Quiet Place: The Road Ahead — компьютерная игра в жанре survival horror, разработанная итальянской студией Stormind Games и изданная Saber Interactive. Релиз игры состоялся 17 октября 2024 года для Windows, PlayStation 5 и Xbox Series X/S.
Проект основан на серии фильмов «Тихое место» и предлагает игрокам новую сюжетную линию. В центре истории — Алекс Тейлор, студентка колледжа, страдающая астмой. Алекс оказывается в постапокалиптическом мире, где вместе со своим молодым человеком Мартином должна бороться за выживание, избегая встречи с инопланетными монстрами.

## Игровой процесс
A Quiet Place: The Road Ahead — это игра в жанре survival horror с элементами стелса. Игрок управляет персонажем с видом от первого лица, который должен пройти через постапокалиптический мир, полный слепых и враждебно настроенных внеземных существ с гиперчувствительным слухом. В игре есть возможность использования микрофона, который будет показывать уровень шума вокруг персонажа или позволит монстрам обнаружить присутствие игрока, если они услышат издаваемый им звук.

## Сюжет
Алекс и Мартин приезжают на ранчо, чтобы найти еду и медикаменты для больницы, где они нашли убежище. Во время поисков Алекс чувствует приступ тошноты и обнаруживает тест на беременность. Тест показывает, что она беременна от Мартина. Пара решает остаться на ранчо на ночь. На утро, покидая ранчо, Алекс застревает ногой в бревне. В этот момент неподалёку появляются пришельцы. Мартин решает пожертвовать собой, чтобы отвлечь их и дать Алекс возможность спастись.
Вернувшись в больницу, Алекс рассказывает о своей беременности отцу, Кеннету, и они собираются уехать. Однако мать Мартина, Лаура, также узнаёт об этом и, обезумев от горя, запирает Алекс в палате. С помощью Кеннета Алекс удаётся сбежать, но в ходе их ссоры с Лаурой начинается атака пришельцев, вынуждающая всех эвакуироваться.
Алекс снова встречается с Кеннетом в заброшенном лагере. Они находят повреждённую радиостанцию, и Алекс добывает детали, чтобы её починить. По радио они узнают, что пришельцы не умеют плавать, а на одном из островов есть выжившие. Они решают найти лодку. Однако Лаура находит их и берёт Кеннета в заложники, требуя выдать местонахождение Алекс. В завязавшейся борьбе Лаура случайно стреляет и смертельно ранит Кеннета. Алекс удаётся сбежать, и она пережидает ночь под водопадом.
На следующий день Алекс направляется в город, чтобы найти лодку. Она узнаёт, что последняя лодка находится на пожарной станции. Однако при попытке восстановить электропитание в здании происходит короткое замыкание, и вспыхивает пожар. Алекс теряет сознание от дыма, но её спасает Лаура и переносит в безопасное место. Она даёт Алекс свой противогаз, чтобы та смогла добраться до лодки, а затем отправляется включить маяк неподалёку, чтобы отвлечь пришельцев. В итоге Алекс удаётся уплыть. На следующее утро по радио она слышит голос, спрашивающий, есть ли кто-нибудь живой. Алекс отвечает: «Есть».

## Разработка
В октябре 2021 года было объявлено о разработке компьютерной игры, которая будет основана на серии фильмов «Тихое место». По словам разработчиков, игра имеет оригинальный сюжет и погрузит поклонников в атмосферу напряжения, которую они никогда раньше не ощущали. Разработкой проекта, издателем которого выступила Saber Interactive, также занимались компании iLLOGIKA, EP1T0ME Studios Inc. и Paramount Pictures. В июне 2024 года появилась информация, что разработчиком игры выступает студия Stormind Games, а также был опубликован трейлер и объявлено название проекта. Релиз A Quiet Place: The Road Ahead состоялся 17 октября 2024 года для Windows, PlayStation 5 и Xbox Series X/S.

## Отзывы критиков
| Сводный рейтинг       | Сводный рейтинг                        |
| Агрегатор             | Оценка                                 |
| --------------------- | -------------------------------------- |
| Metacritic            | (PC) 66/100 (PS5) 67/100 (XBXS) 72/100 |
| OpenCritic            | 66/100                                 |
| Иноязычные издания    |                                        |
| Издание               | Оценка                                 |
| Eurogamer             | [ 21 ]                                 |
| GameSpot              | 6/10                                   |
| Hardcore Gamer        | 2/5                                    |
| IGN                   | 7/10                                   |
| NME                   | [ 25 ]                                 |
| Push Square           | [ 26 ]                                 |
| Shacknews             | 7/10                                   |
| Русскоязычные издания |                                        |
| Издание               | Оценка                                 |
| 3DNews                | 6/10                                   |
| PlayGround.ru         | 7/10                                   |
| StopGame.ru           | Проходняк                              |
| «НИМ»                 | 6,3/10                                 |

A Quiet Place: The Road Ahead получила смешанные отзывы критиков по данным сайта агрегатора рецензий Metacritic.